# The Westerner (jeu vidéo)
Pour les articles homonymes, voir The Westerner.
The Westerner (ou Wanted) est un jeu vidéo d'aventure en pointer-et-cliquer développé par Revistronic et édité par Planeta DeAgostini, sorti en 2003 sur Windows. Le jeu a été porté en 2010 sur la console Wii, puis en 2016 sur mobiles iOS et Android.

## Accueil
- Adventure Gamers : 3/5[4]